# Terremoto del Mar de Japón de 1983
El terremoto del Mar de Japón de 1983 (日本海中部地震 Nihon-kai Chūbu-jishin?) ocurrió el 26 de mayo de 1983 a las 11:59 hora local. Tuvo una magnitud de 7,8 en la escala de magnitud de momento. Ocurrió en el Mar de Japón, a unos 100 kilómetros al oeste de la costa de Noshiro en la Prefectura de Akita, Japón. De las 104 muertes, todas menos cuatro murieron a causa del tsunami resultante, que golpeó a las comunidades a lo largo de la costa, especialmente a las prefecturas de Aomori y Akita y la costa este de la península de Noto. Las imágenes del tsunami que golpeó el puerto pesquero de Wajima en la península de Noto fueron transmitidas por televisión. Las olas superaron los 10 metros en algunas zonas. Tres de las muertes ocurrieron a lo largo de la costa este de Corea del Sur. El tsunami también golpeó la isla de Okushiri, el sitio de un tsunami más mortal 10 años después.

## Entorno tectónico
El lado noroeste de Honshu se encuentra en el margen sureste del Mar de Japón, un área de corteza oceánica creada por un arco posterior que se extiende desde el Oligoceno tardío hasta el Mioceno medio. La tectónica extensional asociada con la expansión formó una serie de fallas extensionales con tendencia norte-sur y cuencas asociadas. Actualmente el área está siendo deformada por la tectónica contraccional, provocando la inversión de estas cuencas anteriores, formando estructuras anticlinales. Se ha sugerido que la costa noroeste de Honshu representa una zona de subducción incipiente, pero sigue habiendo incertidumbres significativas sobre la existencia de la Placa de Ojotsk y la naturaleza y ubicación precisa de su límite en el Mar de Japón, si es que existe.

## Terremoto
El terremoto duró unos 60 segundos. El mecanismo focal indica fallamiento inverso y la distribución de las réplicas es consistente con el movimiento en un plano de empuje con un buzamiento de 30° al este. La ruptura involucró dos fallas separadas, la más al norte de las cuales tiene una tendencia nornoroeste-sursureste y la más al sur sursudoeste-nornoreste. La ruptura comenzó en la falla sur antes de continuar en la falla norte después de un retraso de diez segundos. La intensidad máxima percibida fue V en la escala de la Agencia Meteorológica de Japón.

## Tsunami
La primera ola del tsunami golpeó la costa unos 12 minutos después del terremoto, con una altura máxima de avance de 14,9 metros registrada en la península de Oga. Los modelos iniciales del terremoto no pudieron reproducir el corto intervalo de tiempo entre el choque y la llegada de la primera ola a la costa. La posibilidad de que las fallas se inclinaran hacia el oeste, lo que habría acercado la fuente del tsunami a la costa, era inconsistente con los datos sísmicos y se ha propuesto como explicación un lento deslizamiento sísmico en la falla sur inmediatamente antes del sismo principal.
Los depósitos de tsunami asociados con este terremoto han sido reconocidos en tierra, en la costa y en el Mar de Japón. En alta mar, se han observado depósitos de fallas masivas y turbiditas que datan de más tarde de 1954 debido a los altos niveles de cesio-137 en los sedimentos suprayacentes.

## Daños
Gran parte del daño del terremoto se debió a la licuefacción del suelo, lo que provocó el derrumbe de casas y varios accidentes viales y ferroviarios. El grado de licuefacción fue el peor visto en Japón desde el terremoto de Niigata de 1964. Los mayores efectos se observaron en áreas sustentadas por arenas sueltas eólicas y fluviales del Holoceno. Cuatro personas murieron por los efectos de la sacudida del terremoto.
Las advertencias de tsunami se emitieron 14 minutos después del terremoto, pero muchas partes de la costa cercana fueron golpeadas antes de que se pudiera tomar alguna medida. Muchas personas fueron golpeadas por la primera ola, ya sea en la costa o en las obras de construcción en alta mar y hubo un centenar de muertes. El tsunami causó daños generalizados en las defensas costeras, que habían sido diseñadas para tormentas en lugar de tsunamis. El tsunami llegó a la costa de Corea del Sur entre 1 y 1 hora y media después del terremoto y provocó la muerte de tres personas.